# جران فاليرا
نهر جران فاليرا (النطق الكتالاني : [ˈɡran bəˈɫiɾə], locally: [ˈɡran baˈliɾa]) هو أكبر أنهار أندورا، وينبع من العاصمة أندورا لا فيلا ويبقى متجها ليقطع حدود أندورا مع إسبانيا. يبلغ طول النهر حوالي 33 كيلو متر أي 22 ميل من منبعه لمصبه. تطلق السلطات الحكومية في أندورا اسم جران فاليرا على النهر، لكن في خرائط أخرى بالذات التي تتاثر بالإسبانية يسمى النهر بالمقطع الثاني فقط وهو فاليرا لأن في الأراضي الإسبانية لا يوجد إلا نهر واحد بهذا الاسم لكن في أندورا هناك عدة أنهار تتشارك بالمقطع فاليرا لذلك يطلقون عليه في أندورا المقطعين وهما جران فاليرا. من الأنهار التي تحمل نفس الاسم في أندورا هما فاليرا دي أورنيت وفاليرا ديل نورد.